# Colobothea plebeja
Colobothea plebeja là một loài bọ cánh cứng trong họ Cerambycidae.